# 한양 (본관)
한양(漢陽)은 한국의 본관 중 하나이다. 시조가 알려진 성씨가 많지 않다. 본관을 모르고 살던 무적자가 한양을 본관으로 창성창본하는 경우도 있다.